# Lijst van voetbalinterlands India - Jemen
Deze lijst van voetbalinterlands is een overzicht van alle officiële voetbalinterlands tussen de nationale teams van India en (Noord-)Jemen. De landen hebben tot nu toe negen keer tegen elkaar gespeeld. De eerste ontmoeting, een kwalificatiewedstrijd voor de Azië Cup 1984, werd gespeeld in Calcutta op 12 oktober 1984. Het laatste duel, vriendschappelijke wedstrijd, vond plaats op 13 oktober 2010 in Pune.

## Wedstrijden
| № | Plaats    | Datum             | Competitie                 | Wedstrijd           | Uitslag |
| - | --------- | ----------------- | -------------------------- | ------------------- | ------- |
| 1 | Calcutta  | 12 oktober 1984   | Azië Cup 1984 kwalificatie | India − Noord-Jemen | 4 − 0   |
| 2 | Abu Dhabi | 11 februari 1988  | Azië Cup 1988 kwalificatie | India − Noord-Jemen | 0 − 1   |
| 3 | Doha      | 18 september 1994 | Vriendschappelijk          | India − Jemen       | 0 − 2   |
| 4 | Doha      | 23 september 1994 | Vriendschappelijk          | India − Jemen       | 0 − 2   |
| 5 | Bangalore | 15 april 2001     | WK 2002 kwalificatie       | India − Jemen       | 1 − 1   |
| 6 | Sanaa     | 4 mei 2001        | WK 2002 kwalificatie       | Jemen − India       | 3 − 3   |
| 7 | New Delhi | 1 maart 2006      | Azië Cup 2007 kwalificatie | India − Jemen       | 0 − 3   |
| 8 | Sanaa     | 15 november 2006  | Azië Cup 2007 kwalificatie | Jemen − India       | 2 − 1   |
| 9 | Pune      | 13 oktober 2010   | Vriendschappelijk          | India − Jemen       | 3 − 6   |

## Samenvatting
| Competitie            | Totaal gespeeld | Winst India | Gelijk | Winst Jemen | Doelsaldo India – Jemen |
| --------------------- | --------------- | ----------- | ------ | ----------- | ----------------------- |
| WK-kwalificatie       | 2               | 0           | 2      | 0           | 4 − 4                   |
| Azië Cup-kwalificatie | 4               | 1           | 0      | 3           | 5 − 6                   |
| Vriendschappelijk     | 3               | 0           | 0      | 3           | 3 − 10                  |
| Totaal                | 9               | 1           | 2      | 6           | 12 − 20                 |

AIFF · A-Internationals · Bondscoaches · Statistieken · Olympisch elftal · Indiaas vrouwenelftal · India U21 · India U20 · India U19 · India U18 · India U17
1930 – 1949 · 
1950 – 1959 · 
1960 – 1969 · 
1970 – 1979 · 
1980 – 1989 · 
1990 – 1999 · 
2000 – 2009 · 
2010 – 2019 ·
2020 − 2029
Afghanistan ·
Argentinië ·
Australië ·
Azerbeidzjan · 
Bahrein ·
Bangladesh ·
Bhutan ·
Brunei ·
Cambodja ·
China ·
Curaçao ·
Fiji ·
Filipijnen ·
Finland ·
Ghana ·
Guam ·
Guyana ·
Hongarije ·
Hongkong ·
IJsland ·
Indonesië ·
Irak ·
Iran ·
Israël ·
Jamaica ·
Japan ·
Jemen ·
Jordanië ·
Kameroen ·
Kenia ·
Kirgizië ·
Koeweit ·
Laos ·
Libanon ·
Macau ·
Malediven ·
Maleisië ·
Marokko ·
Mauritius ·
Mongolië ·
Myanmar ·
Namibië ·
Nepal ·
Nieuw-Zeeland ·
Noord-Korea ·
Oezbekistan ·
Oman ·
Pakistan ·
Palestina ·
Peru ·
Polen ·
Puerto Rico ·
Qatar ·
Saint Kitts en Nevis ·
Saoedi-Arabië ·
Singapore ·
Sovjet-Unie ·
Sri Lanka ·
Suriname ·
Syrië ·
Tadzjikistan ·
Taiwan ·
Thailand ·
Trinidad en Tobago ·
Turkmenistan ·
Uruguay ·
Vanuatu ·
Verenigde Arabische Emiraten ·
Vietnam ·
Wit-Rusland ·
Zambia ·
Zuid-Korea ·
Zuid-Vietnam
YFA · A-internationals
1984 – 1989 · 
1990 – 1999 · 
2000 – 2009 · 
2010 – 2019 ·
2020 − 2029
Bahrein ·
Bangladesh ·
Bhutan ·
Brunei ·
Cambodja ·
China ·
Comoren ·
Djibouti ·
Egypte ·
Eritrea ·
Ethiopië ·
Filipijnen ·
Finland ·
Hongkong ·
India ·
Indonesië ·
Irak ·
Iran ·
Japan ·
Jordanië ·
Kenia ·
Kirgizië ·
Koeweit ·
Libanon ·
Libië ·
Malawi ·
Malediven ·
Maleisië ·
Marokko ·
Mauritanië ·
Mongolië ·
Nepal ·
Noord-Korea ·
Oeganda ·
Oezbekistan ·
Oman ·
Pakistan ·
Palestina ·
Qatar ·
Saoedi-Arabië ·
Singapore ·
Soedan ·
Sri Lanka ·
Syrië ·
Tadzjikistan ·
Tanzania ·
Thailand ·
Tsjaad ·
Turkmenistan ·
Verenigde Arabische Emiraten ·
Vietnam ·
Zambia ·
Zuid-Korea